# Sant Jordi de l'Hospital
Sant Jordi de l'Hospital és una antiga església de la ciutat d'Elna, a la comarca del Rosselló (Catalunya del Nord). Està situada a la Vila Alta, a prop de la catedral.
Antiga capella de l'hospital de la vila, se'n conserva una capella, que podria no ser exactament la capella original de l'hospital.